# Bisdom Ganda
Het bisdom Ganda is een rooms-katholiek bisdom met als zetel Ganda, in Angola. Het bisdom is suffragaan aan het aartsbisdom Huambo. 

## Geschiedenis
Het bisdom werd opgericht op 1 augustus 2024, uit delen van het bisdom Benguela. 

## Parochies
Het bisdom had in 2024 een oppervlakte van 24.447 km2 en telde 947.826 inwoners waarvan 66,9% rooms-katholiek was.

## Bisschoppen
- Estêvão Binga (1 augustus 2024 - heden)